# World Federation of Engineering Organizations
La Fédération Mondiale des Organisations d'ingénieurs (en anglais : la World Federation of Engineering Organizations WFEO) est une Organisation non gouvernementale (ONG) internationale, représentant la profession d'ingénieur dans le monde entier. 
Fondée en 1968 sous l'égide de l'Organisation des Nations unies pour l'Éducation, la science et la culture des Organisations (UNESCO) à Paris, la WFEO/FMOI est une des organisations non gouvernementales internationales du  Système des Nations unies, et rassemble des organisations d'ingénieurs de plus de 90 pays et représente environ 30 millions d'ingénieurs.
Insérée dans le Système des Nations unies en tant qu'ONG sous statut d'association avec l'UNESCO, la FMOI participe aux travaux de ses organes principaux, principalement au sein du Conseil économique et social des Nations unies (ECOSOC), et de ses institutions spécialisées, notamment l'Organisation des Nations unies pour le développement industriel, le Programme des Nations unies pour l'environnement, et l'UNESCO. 

## Structure
L'organe décisionnaire de la FMOI est l'Assemblée Générale. Entre les réunions de l'Assemblée Générale la gestion de la Fédération est conduite  par le Conseil Exécutif. Les affaires courantes de la Fédération sont traitées par le Bureau exécutif, et prises en charge par le Délégué général. Les décisions prises par l'Assemblée Générale, le Conseil Exécutif ou au Bureau Exécutif le sont par un vote à la majorité.

### Standing Technical Committees (STCs) et Policy Implementation Committees (PICs)
- Anti-corruption
- Gestion Des Risques De Catastrophes
- Education/formation en ingénierie
- Energie
- Information et Communication
- Ingénierie et Environnement
- Renforcement des capacités
- Ingénierie et Technologies innovantes
- Eau
- Femmes ingénieurs
- Jeunes Ingénieurs / Futurs dirigeants

### Conférences
Les membres de la FMOI se réunissent tous les deux ans en Assemblée Générale et chaque année en Conseil exécutif et réunions des STCs. Ces rencontres se tiennent en même temps qu'une conférence thématique. En général, ces conférences se tiennent en novembre.
| Année | Ville        | Pays        | Nom de la conférence                                                        | Thème                                                             |
| ----- | ------------ | ----------- | --------------------------------------------------------------------------- | ----------------------------------------------------------------- |
| 2009  | Kuwait City  | Koweït      |                                                                             | Alternative Energy Applications – Option or Necessity             |
| 2010  | Buenos Aires | Argentine   | World Engineering Week (WEW)                                                | Technology, Innovation and Production for Sustainable Development |
| 2011  | Genève       | Suisse      | World Engineering Conference (WEC)                                          |                                                                   |
| 2012  | Ljubljana    | Slovenie    | World Engineering Forum (WEF)                                               | Sustainable Construction for People                               |
| 2013  | Singapour    | Singapour   | World Engineering Summit (WES)                                              | Innovative and Sustainable Solutions to Climate Change            |
| 2014  | Abuja        | Nigeria     | Nigeria, World Engineering Conference on Sustainable Infrastructure (WECSI) | Development of Sustainable Infrastructure in Africa               |
| 2015  | Kyoto        | Japon       | World Engineering Conference and Convention (WECC)                          | Engineering: Innovation and Society                               |
| 2016  | Lima         | Perou       | World Engineering Conference ON Disaster Risk Reduction                     | Engineering: Disaster Risk                                        |
| 2017  | Rome         | Italie      | World Engineering Forum (WEF)                                               | Safeguarding World Heritage                                       |
| 2018  | Londres      | Royaume-uni | Global Engineering Congress                                                 | Sustainable Development                                           |
| 2019  | Melbourne    | Australie   | World Engineering Convention (WEC)                                          |                                                                   |
| 2022  | San José     | Costa Rica  | World Engineering Summit (WES)                                              |                                                                   |

### Les présidents
Le Président de la FMOI est élu par l'Assemblée Générale pour un mandat de 2 ans. 
| Ans       | Le président                  | Pays          |
| --------- | ----------------------------- | ------------- |
| 1968-1974 | Eric Choisy                   | Suisse        |
| 1975-1986 | Sadok Ben Jemaa               | Tunisie       |
| 1986-1991 | A. Y Ishlinsky                | Russie (URSS) |
| 1991-1995 | William J. Caroll             | États-unis    |
| 1995-1999 | Conrado Bauer                 | Argentine     |
| 1999-2003 | José Medem                    | Espagne       |
| 2003-2005 | Dato Lee Yee Cheong           | Malaisie      |
| 2005-2007 | Kamel Ayadi                   | Tunisie       |
| 2007-2009 | Barry Grear                   | Australie     |
| 2009-2011 | Maria Prieto Laffargue        | Espagne       |
| 2011-2013 | Adel Al-Kharafi               | Koweït        |
| 2013-2015 | Marwan Abdelhamid             | Palestine     |
| 2015-2017 | Jorge Spitalnik               | Brésil        |
| 2017-2019 | Marlène Kanga                 | Australie     |
| 2019-2021 | Ke Gong                       | Chine         |
| 2021-2023 | José Vieira                   | Portugal      |
| 2023-2025 | Mustafa Shehu (Président élu) | Nigéria       |

## Membres internationaux
- Commonwealth Engineers Council (CEC)
- Engineering Association of Mediterranean Countries (EAMC)
- Federation of Arab Engineers (FAE)
- Federation of African Engineering Organizations (FAEO)
- European Federation of National Engineering Associations (FEANI)
- Federation of Engineering Institutions of South and Central Asia (FEISCA)
- Federation of Engineering Institutions of Asia and Pacific (FEIAP)
- International Federation for Biomedical Engineering (IFMBE)
- International Federation of Municipal Engineers (IFME)
- Pan American Federation of Engineers Society (UPADI)
- Union of Scientific and Engineering Societies (USEA)
- World Council of Civil Engineers (WCCE)